# Chiesa di San Giuseppe (Nazareth)

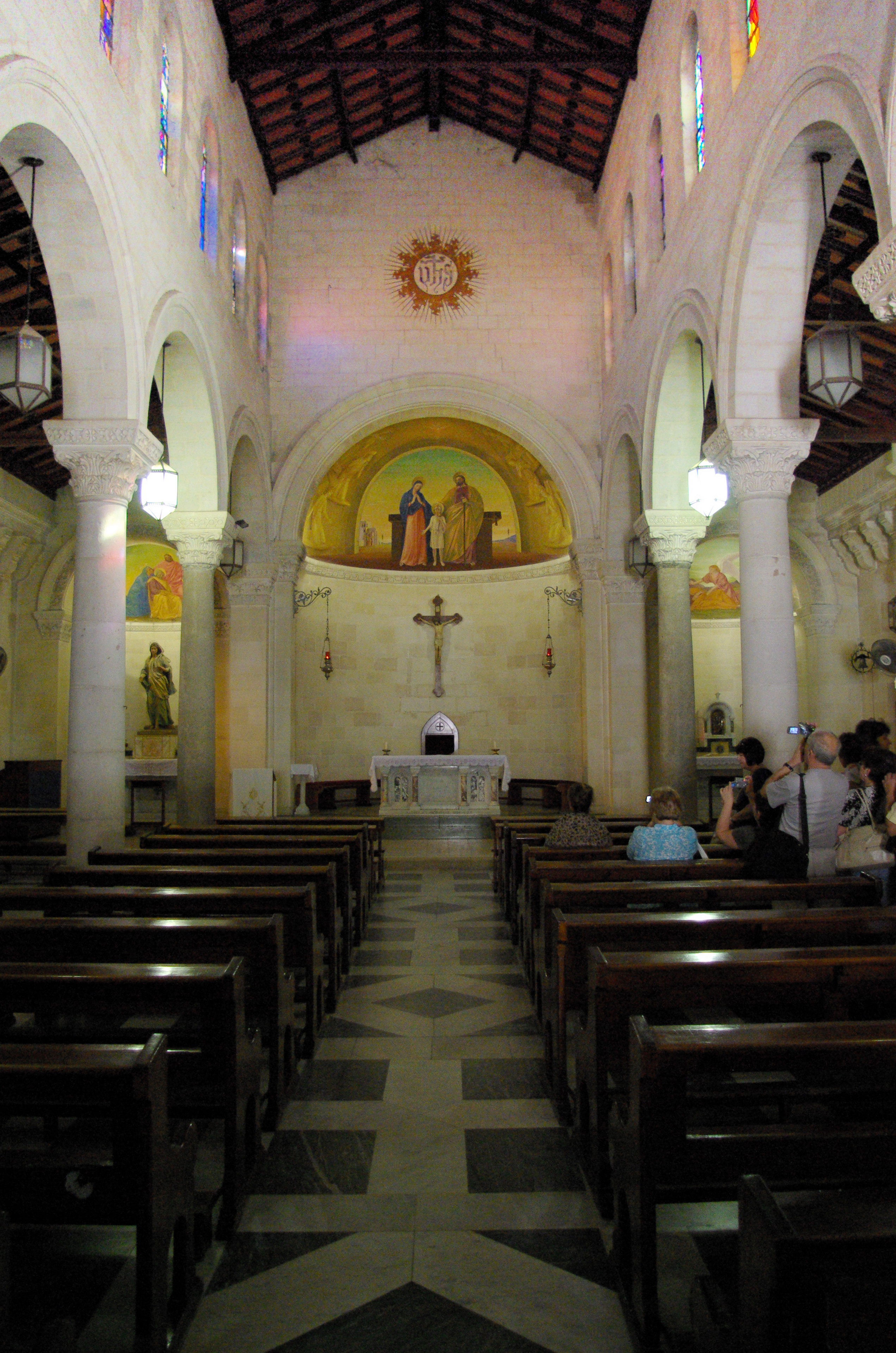
L'interno

La chiesa di San Giuseppe è una chiesa cattolica di Nazaret, sita a circa 200 m a NE della basilica dell'Annunciazione.
L'attuale edificio è stato costruito nel 1914 sulle rovine di una chiesa di epoca crociata. È probabile che il sito sia lo stesso della cosiddetta "chiesa della Nutrizione" citata da Arculfo, pellegrino in terra santa nel 670 circa, come riportato nel resoconto del viaggio De locis sanctis (2,26). In questo luogo, secondo Arculfo, sorgeva la casa nella quale Gesù è stato "nutrito" e cresciuto, cioè presumibilmente la casa e il laboratorio artigianale di san Giuseppe.